# Uralskaja

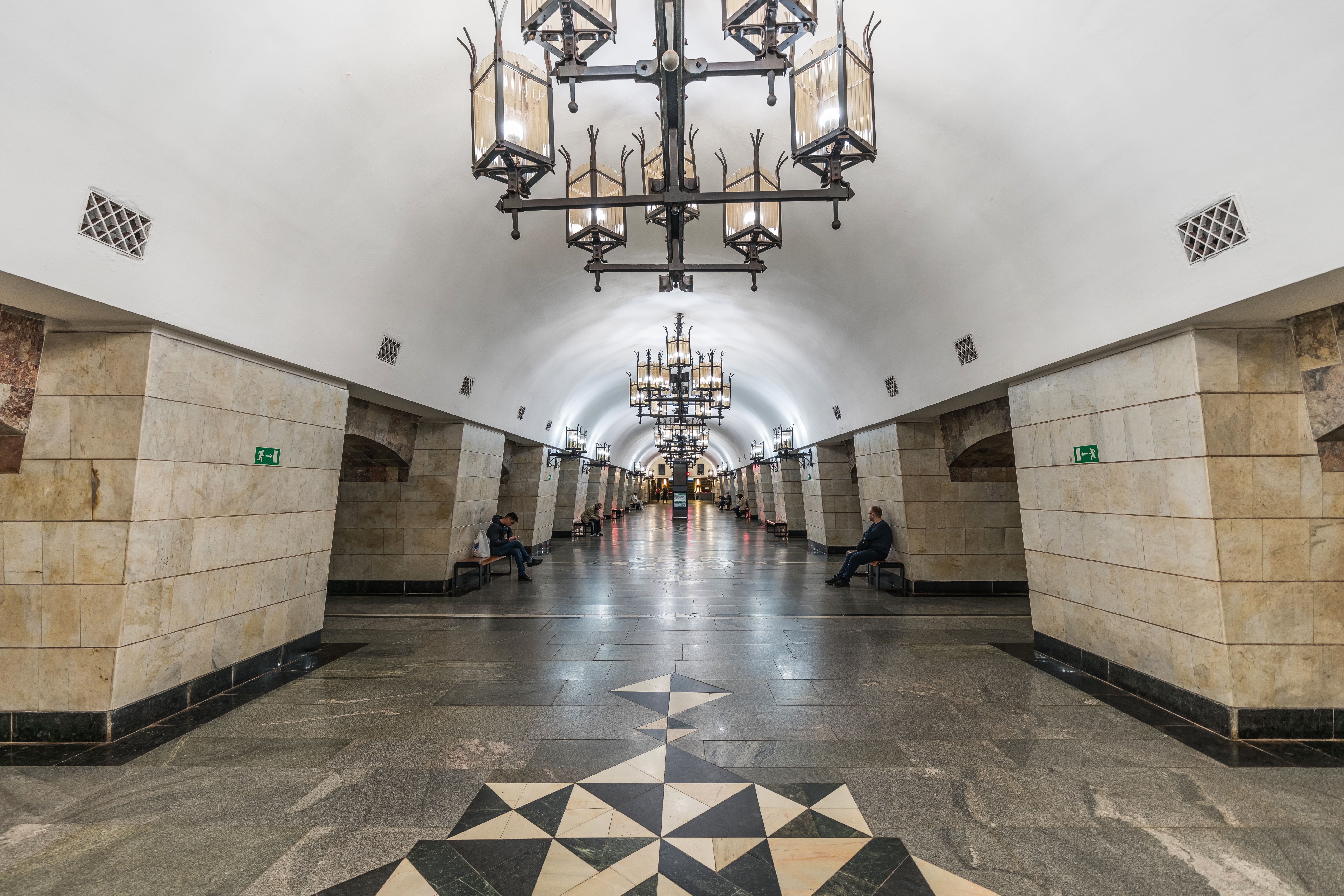
Die Bahnsteighalle

Die Station Uralskaja (russisch Ура́льская) ist ein im Dezember 1992 eröffneter U-Bahnhof der Metro Jekaterinburg. Er ist der tiefste U-Bahnhof der Stadt und wurde als vierte Station fertiggestellt.

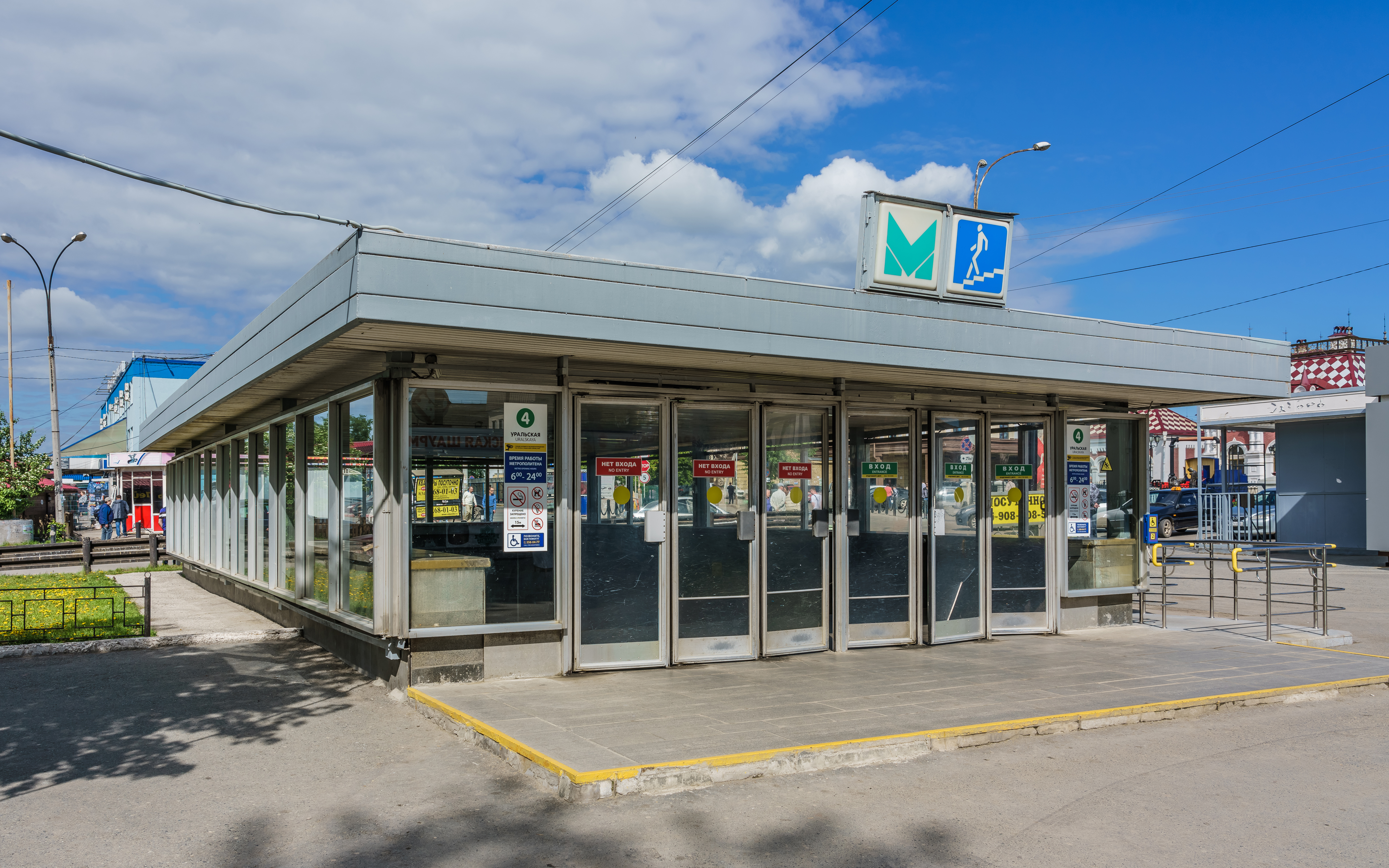
Eingangsgebäude

## Lage
Die Station Uralskaja liegt zwischen den Stationen Dinamo und Maschinostroitelei und befindet sich in direkter Nähe des Hauptbahnhofs der Stadt Jekaterinburg-Passaschirski. Die Bahnsteigebene verfügt an deren nördlichem Ende über einen Aufgang mit vier Rolltreppen. Der Bahnsteig der Station ist 104 Meter lang, liegt 42 Meter unter der Erdoberfläche und ist damit der tiefste U-Bahnhof der Metro Jekaterinburg. Es bestanden Planungen, noch einen direkten Zugang in das Bahnhofsgebäude zu errichten, deren Umsetzung jedoch unklar ist.

## Geschichte

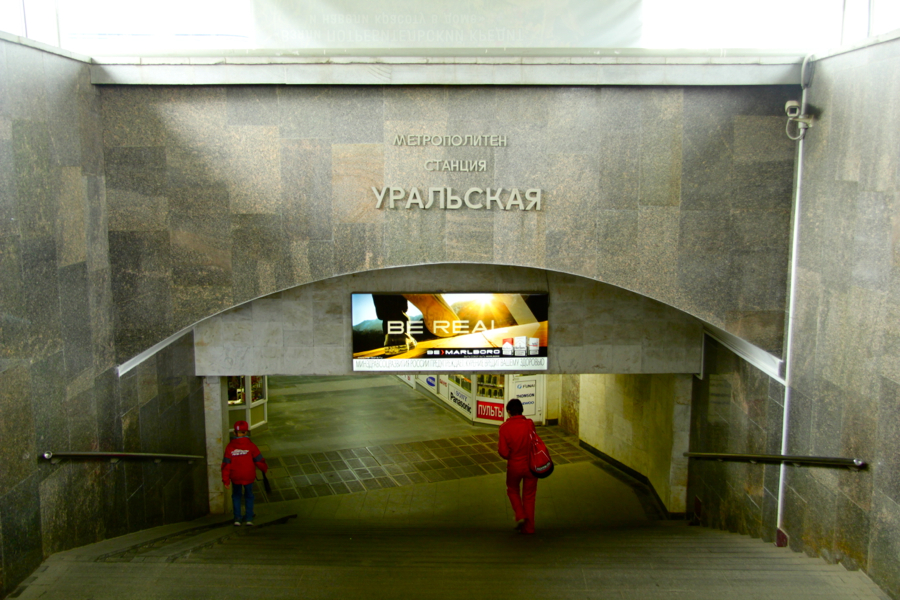
Namenszug über dem Eingang

Am 22. August 1980 begannen bei einem symbolischen ersten Erdaushub an der Station die Bauarbeiten für die Metro Jekaterinburg. Dennoch wurde sie erst über zwölf Jahre später als vierte Station am 22. Dezember 1992 eingeweiht. Einen Tag später startete der Fahrgastbetrieb der Metro zu den drei nördlichen Stationen. Der Tunnel zur Station Maschinostroitelei ist 2,5 km lang. Dies ist der größte Abstand zwischen zwei U-Bahnhöfen bei der Jekaterinburger Metro. Für den Brandfall gibt es auf diesem Tunnelstück einen Notausgang in der Mitte. 
Zwei Jahre später wurde am 22. Dezember 1994 der südliche Anschluss zur Station Dinamo eröffnet.

## Architektur

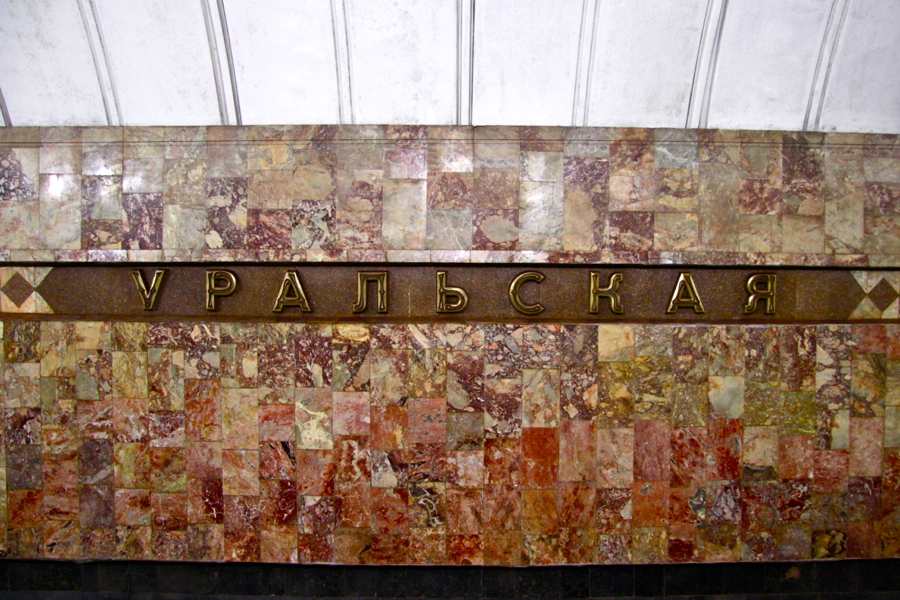
Verkleidung mit braunem Marmor an den Außenwänden

Architekt des U-Bahnhofs war Spartak Usbekowitsch Siganschin, der auch die drei nördlichen Stationen entworfen hatte. Die Station wurde in geschlossener Bauweise als pfeilergestützte Metrostation erbaut. Diese Bauweise ist typisch für tiefgelegene Metrostationen. Dazu wurden drei zueinander parallele Tunnel gegraben. In den beiden äußeren Tunneln, die jeweils einen Durchmesser von 8½ Metern haben, befinden sich neben jeweils einem Gleis die eigentlichen Bahnsteige. Sie wurden als erstes gegraben. Anschließend wurde der mittlere Tunnel fertiggestellt, der größer ist und dem zentralen Teil des Mittelbahnsteigs Platz bietet. Dieser ist beidseitig von arkadenartigen Pylonenreihen von den Gleistunneln abgegrenzt. In den Pylonen befindet sich das ursprüngliche Gestein, in den der U-Bahnhof gegraben wurde. Die Station Uralskaja ist die einzige Metrostation dieser Bauweise in Jekaterinburg.
Die Innengestaltung der Station orientiert sich stark an der Bergbau- und Hüttentradition des Uralgebiets. Die Wände an den Außenseiten der Gleise sind mit braungrauem Marmor aus Nischni Tagil verkleidet. Die Pylonen sind mit weißem Marmor aus Kojelga (Oblast Tscheljabinsk) bedeckt, der auch im Moskauer Weißen Haus, der Metro und der Christ-Erlöser-Kathedrale verbaut wurde. Der Fußboden des Bahnsteigs ist mit poliertem grauem Granit bedeckt. Die Bögen in den Durchbrüchen sind mit Serpentin dekoriert. Die schwarzen Leuchter in der Mittelhalle wurden aus Schmiedeeisen im elektro-mechanischen Werk in Jekaterinburg gefertigt.

## Name
Der Bahnhofsname wurde während der Planung und des Baus mehrmals gewechselt. In den 1970er Jahren trug die Station in sämtlichen Planungen wegen des nahegelegenen Bahnhofs (russisch вокза́л / woksal) den Namen Woksalnaja. Noch vor Beginn der Bauarbeiten wurde die Station in Swerdlowskaja umbenannt. Der neue Name wurde damit gerechtfertigt, dass aufgrund der Nähe zum Bahnhof genau hier Gäste der Stadt ankamen und die Station somit das repräsentative Aushängeschild der gesamten Stadt sein sollte, die bis September 1991 Swerdlowsk hieß. Im Zuge der Rückbenennung der Stadt konnte die Metrostation natürlich nicht den alten Namen des sowjetischen Revolutionärs behalten. So wurde die Station kurze Zeit vor ihrer Eröffnung in das heutige Uralskaja umbenannt. In der letzten Umbenennungsphase soll es auch Wegweiser zur Station mit der Aufschrift Jekaterinburgskaja gegeben haben.

## Verkehrsanbindung
Neben dem Hauptbahnhof der Stadt Jekaterinburg-Passaschirski, von dem Anschluss zu Vorort- und Fernzügen in alle Richtungen besteht, kann auf verschiedene Linien der Straßenbahn, auf den Oberleitungsbus, sowie auf Stadtbusse und Marschrutki umgestiegen werden.